# Caitlin Simmers
Caitlin Simmers, född 26 oktober 2005 i Oceanside i Kalifonien, är en amerikansk surfare.

## Karriär
Marks blev professionell 2023 och har sedan dess vunnit fem världscuptävlingar. Hon deltog vid OS 2020 där hon slutade på en fjärde plats i shortboard.  Hon har kvalificerat sig för OS 2024.